# Grzebień z Vimose

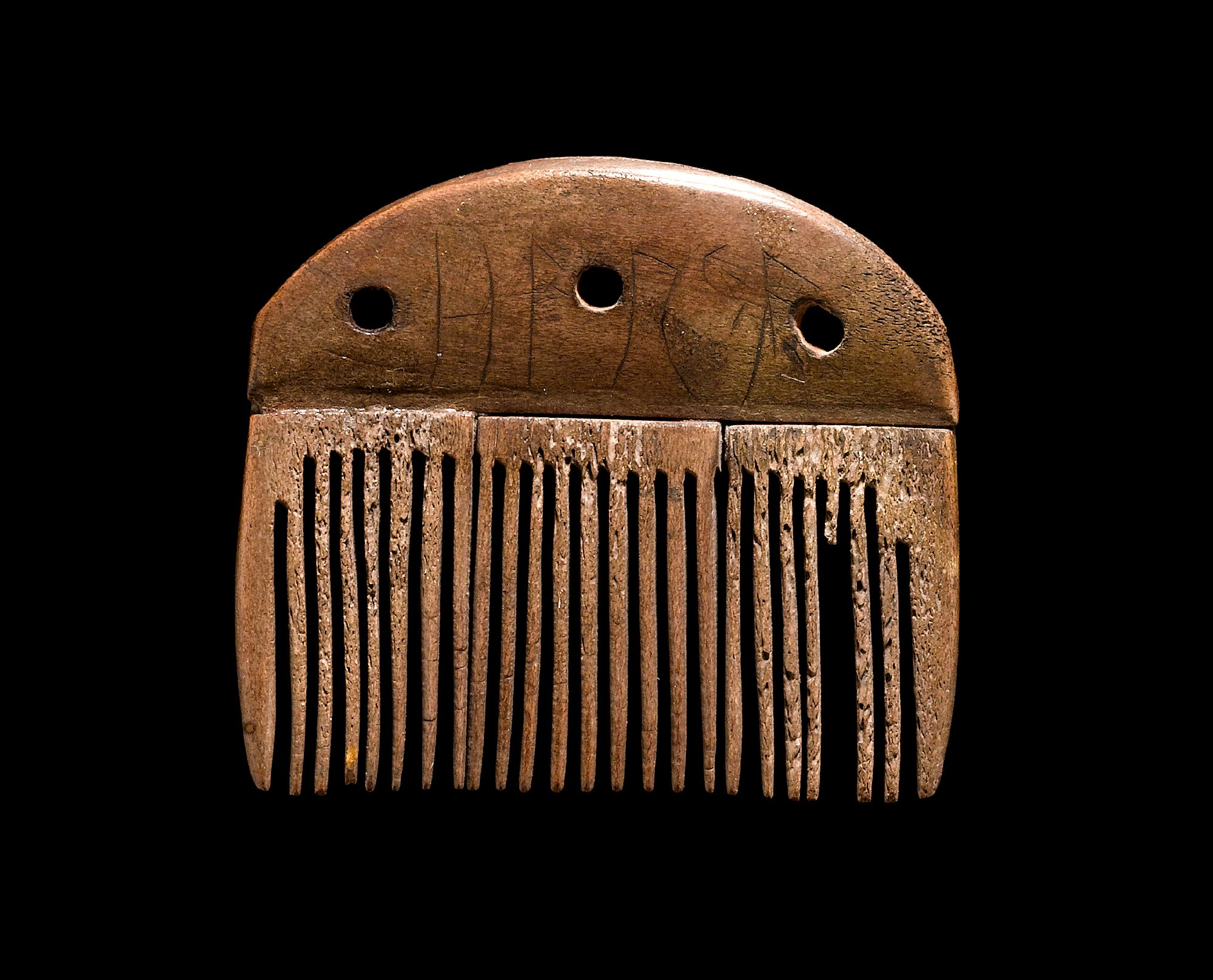
Grzebień z Vimose

Grzebień z Vimose – pochodzący z połowy II wieku zabytek, zawierający jedną z najstarszych znanych inskrypcji runicznych. Znajduje się w zbiorach Muzeum Narodowego w Kopenhadze.
Zabytek został odkryty w 1865 roku, w trakcie prac archeologicznych prowadzonych na torfowisku Vimose na duńskiej wyspie Fionia. Datowany na około 160 rok n.e., wykonany został z kości. Ma wysokość 5,6 i długość 4,9 cm. Na jego powierzchni wyryto inskrypcję runiczną o wysokości 1,3 cm, zawierającą imię własne harja.